# جون أوكونور (سياسي)
جون أوكونور (بالإنجليزية: John O'Connor)‏ هو فلاح وسياسي أسترالي وبريطاني (وحمل سابقاً جنسية المملكة المتحدة لبريطانيا العظمى وأيرلندا)، ولد في 20 أكتوبر 1878، وتوفي في 22 سبتمبر 1937. حزبياً، نشط في حزب العمال الأسترالي (فرع جنوب أستراليا) ‏. وقد انتخب عضو مجلس النواب جنوب أستراليا من الجمعية عن دائرة Electoral district of Flinders ‏ وقد انضم خلال فترته النيابية (5 أبريل 1924 – 25 مارس 1927)  للكتلة البرلمانية حزب العمال الأسترالي (فرع جنوب أستراليا) ‏.